# 文定県
文定県（ぶんてい-けん）は中華人民共和国遼寧省にかつて存在した県。現在の朝陽市建平県北西部に相当する。史料によっては文安県（ぶんあん-けん）とも表記される。
1013年（開泰2年）、遼朝により設置された。金朝により廃止された。